# Sherbrooke Jets
Sherbrooke Jets (francouzsky Jets de Sherbrooke) byl profesionální kanadský klub ledního hokeje, který sídlil v Sherbrooke v provincii Québec. V letech 1982–1984 působil v profesionální soutěži American Hockey League. Jets ve své poslední sezóně v AHL skončily v základní části. Své domácí zápasy odehrával v hale Palais des Sports Léopold-Drolet s kapacitou 3 646 diváků. Klubové barvy byly modrá, červená a bílá.
Klub byl během své existence farmou Winnipegu Jets.

## Umístění v jednotlivých sezonách
Stručný přehled
Zdroj: 
- 1982–1984: American Hockey League (Severní divize)

Jednotlivé ročníky
Zdroj: 
Legenda: Z - zápasy, V - výhry, VP - výhry v prodloužení, R - remízy, P - porážky, PP - porážky v prodloužení, VG - vstřelené góly, OG - obdržené góly, +/- - rozdíl skóre, B - body, fialové podbarvení - reorganizace, změna skupiny či soutěže
| USA / Kanada (1982 – 1984) |                      |        |    |    |    |   |    |    |     |     |      |    |        |          |
| Sezóny                     | Liga                 | Úroveň | Z  | V  | VP | R | PP | P  | VG  | OG  | +/-  | B  | Pozice | Play-off |
| 1982/83                    | AHL (Severní divize) | 2      | 80 | 22 | –  | 4 | –  | 54 | 288 | 390 | -102 | 48 | 6.     | –        |
| 1983/84                    | AHL (Severní divize) | 2      | 80 | 22 | –  | 5 | –  | 53 | 301 | 419 | -118 | 49 | 6.     | –        |